# Янковиці (Пщинський повіт)
Янковиці (пол. Jankowice, нім. Jankowitz) — село в Польщі, у гміні Пщина Пщинського повіту Сілезького воєводства.
Населення — 2876 осіб (2011).
У 1975-1998 роках село належало до Катовицького воєводства.

## Демографія
Демографічна структура станом на 31 березня 2011 року:
|          | Загалом | Допрацездатний вік | Працездатний вік | Постпрацездатний вік |
| -------- | ------- | ------------------ | ---------------- | -------------------- |
| Чоловіки | 1398    | 354                | 920              | 124                  |
| Жінки    | 1478    | 353                | 890              | 235                  |
| Разом    | 2876    | 707                | 1810             | 359                  |